# FC Eintracht 01 München Gladbach
FC Eintracht 01 München Gladbach was een Duitse voetbalclub uit Mönchengladbach (tot 1950 München Gladbach).

## Geschiedenis
De club werd opgericht in 1901 als FC Eintracht 01 München-Gladbach en sloot zich aan bij de West-Duitse voetbalbond. De club speelde in de schaduw van stadsgenoten Borussia en FC 1894.
In 1933 werd het koppelteken tussen München-Gladbach weggelaten. In 1950 fuseerde de club met SC 1894 tot het huidige 1. FC Mönchengladbach.

## Erelijst
Kampioen Noordrijn-München-Gladbach
1918